# Liste der Pseudobasiliken in Spanien
▶ Liste(n) von Pseudobasiliken – Übersicht
– Siehe auch: Hallenkirchen in Spanien (861) –
Anzahl 51, wahrscheinlich mehr
In Spanien gibt es zahlreiche Kirchen, bei denen das Mittelschiffsdach durch eine gemauerte Kante von den Seitenschiffsdächern abgesetzt ist. Manche sind auch von der Innenstruktur her eindeutig Pseudobasiliken, in denen die Mittelschiffsgewölbe eindeutig oberhalb der Seitenschiffsgewölbe liegen, andere sind eindeutig Hallenkirchen mit gleich oder nur gering unterschiedlichen Höhen dieser Gewölbe. Mehrere der Kirchen mit derartigen Dächern haben keine Gewölbe und sind von den Höhenverhältnissen her Grenzfälle, können gleichermaßen als Hallenkirche oder als Pseudobasilika angesehen werden.

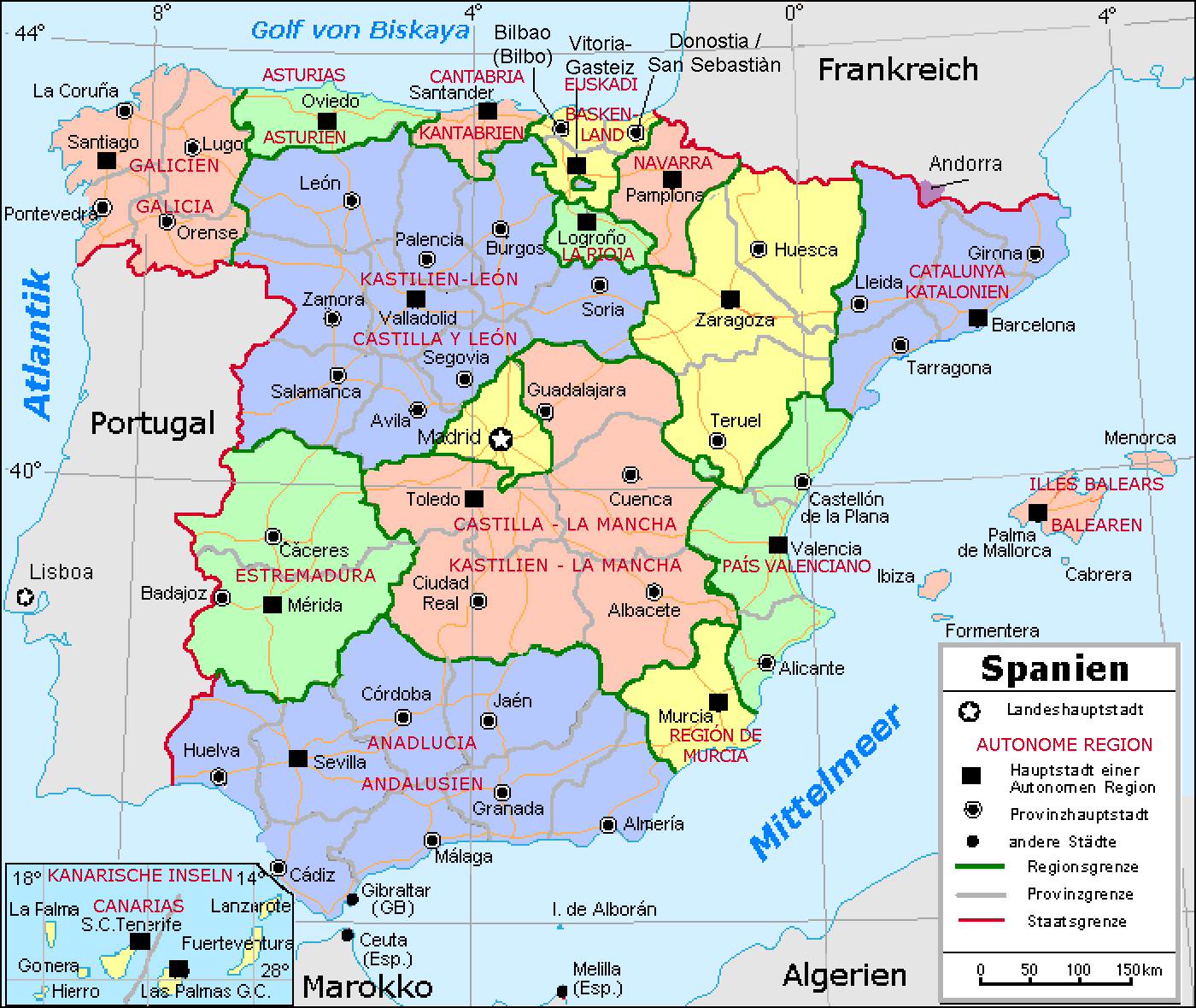
Spanien: Regionen („Autonome Gemeinschaften“) und Provinzen

## Kastilien und León
– Siehe auch Hallenkirchen in Kastilien und León (245) –
Anzahl: 8, aber wahrscheinlich mehr, davon 1 auch Hallenkirche

### Provinz Ávila
| Ort                     | Name/Patrozinium                   | Anmerkungen                                                                        | Fotos | Fotos                   |
| ----------------------- | ---------------------------------- | ---------------------------------------------------------------------------------- | ----- | ----------------------- |
| Candeleda               | Nuestra Señora de la Asunción (CC) | offenes Dachwerk beträchtlicher Neigung (Außenfotos aus geringem Abstand verzerrt) |       | Innenfoto               |
| Casavieja Provinz Ávila | San Juan Bautista (CC)             | stark geneigte Seitenschschiffsdächer unter fensterloser Stufe                     |       | Google Streetview von N |

### Provinz Burgos
| Ort   | Name/Patrozinium | Anmerkungen | Fotos | Fotos |
| ----- | ---------------- | --- | ----- | ----- |
| Frías | San Vicente (CC) | gotischer Hallenchor von trapezförm. Grundriss an kurzem pseudobasilikalen Schiff mit romanischen Arkaden; Turm neoromanisch |       |       |

### Provinz Palencia
| Ort                        | Name/Patrozinium                | Anmerkungen                                                                                            | Fotos | Fotos |
| -------------------------- | ------------------------------- | --- | ----- | ----- |
| Dueñas, Provinz Palencia   | Santa María de la Asunción (CC) | zusätzlich über östlichstem Mittelschiffsjoch Kuppel mit Tambour                                       |       |       |
| Frómista, Provinz Palencia | Santa Maria del Castillo (CC)   | |       |       |
| Frómista, Provinz Palencia | Kirche San Martín               | obere Gewölbetage mit Mittelschiff und Querhaus, untere Gewölbeetage mit Längstonnen der Seitenschiffe |       |       |

### Provinz Valladolid
| Ort             | Name/Patrozinium      | Anmerkungen                                          | Fotos | Fotos           |
| --------------- | --------------------- | ---------------------------------------------------- | ----- | --------------- |
| Fresno el Viejo | San Juan Bautista(CC) | Mudéjar-Backsteinbau, romanisch mit gotischem Portal |       | Innenfoto siehe |

### Provinz Zamora
| Ort    | Name/Patrozinium | Anmerkungen                                            | Fotos | Fotos |
| ------ | ---------------- | ------------------------------------------------------ | ----- | ----- |
| Zamora | Santo Tomé (CC)  | romanisch, fensterlose Hochschiffswände außen sichtbar |       |       |

## Kastilien-La Mancha
– Siehe auch Hallenkirchen in Kastilien-La Mancha (81) –
Anzahl: 11, aber wahrsch. mehr

### Provinz Ciudad Real
| Ort                | Name/Patrozinium                               | Anmerkungen | Fotos | Fotos             |
| ------------------ | ---------------------------------------------- | --- | ----- | ----------------- |
| Arenas de San Juan | Santa María de las Angustias (CC)              | Ende 12./Anfang 13. Jh., mudéjar-romanischer Chorturm, recht hohe fensterlose Hochschiffswände, rundbogige Arkaden, Holzdecken |       | Google Streetview |
| Ciudad Real        | Iglesia de Santiago (CC)                       | offene Dachstühle, Grenzfall Pseudobasilika/Hallenkirche                                                                       |       |                   |
| Puertollano        | Ermita de la Nuestra Señora de la Soledad (CC) | Dreischiffig, Rundbogenarkaden, offenes Dachwerk bis zum First, Grenzfall von Hallenkirche und Pseudobasilika; 14./15./17. Jh. |       |                   |

### Provinz Guadalajara
| Ort         | Name/Patrozinium                | Anmerkungen                                    | Fotos | Fotos |
| ----------- | ------------------------------- | ---------------------------------------------- | ----- | ----- |
| Guadalajara | Concatedral de Santa Maria (CC) | im 13. Jh. begonnen, aber Gewölbe heute barock |       |       |

### Provinz Toledo
– siehe auch Hallenkirchen in der Provinz Tooledo (18) –
Anzahl: 7
| Ort                   | Name/Patrozinium              | Anmerkungen | Fotos | Fotos                     |
| --------------------- | ----------------------------- | --- | ----- | ------------------------- |
| Buenaventura          | Santa Cruz (CC)               | 16. Jh., Renaissance, „Planta basilical“ ohne Obergaden, Dachneigungen über 30° |       |                           |
| El Carpio de Tajo     | San Miguel Arcángel(CC)       | 16. Jh., Mudéjar-Renaissance und noch etwas Mudéjar-Gotik, dreischiffige Pseudobasilika, Innenraum des Mittelschiffs bis unter den Dachfirst, Stufe zw. Mittelschiffs- und Seitenschiffsdächern; doppelte Querhäuser |       | Innenfoto Blogspot        |
| Cebolla               | San Cipriano (CC)             | 17. Jh., Mudéjar-Backsteinbau, Langhaus mit Artesonado-Holzdecken |       |                           |
| Los Cerralbos         | San Esteban Protomártir (CC)  | Renaissance, Langhaus mit Holzdecken, fensterlose Hochschiffswände |       |                           |
| Corral de Almaguer    | N. Señora de la Asunción (CC) | Renaissance, Tonnengewölbe |       |                           |
| Los Navalucillos      | San Sebastián (CC)            | 17. Jh., Mudéjar-Backsteinbau, Langhaus mit Artesonado-Holzdecken |       | Innenfoto bei Ver Pueblos |
| Ocaña, Provinz Toledo | San Juan Bautista (CC)        | Mudéjargotik ab 13. Jh., am Ort einer Synagoge, oberhalb der Seitenschiffsgewölbe vermauerte frühere Obergaden |       | Seite mit Innenfoto       |

## Extremadura
– Siehe auch Hallenkirchen in Extremadura (23) –

### Provinz Badajoz
| Ort                   | Name/Patrozinium             | Anmerkungen                                           | Fotos | Fotos |
| --------------------- | ---------------------------- | ----------------------------------------------------- | ----- | ----- |
| Alburquerque          | Santa María del Mercado (CC) | 14./15. Jh.                                           |       |       |
| Fregenal de la Sierra | Santa Catalina (CC)          | MUDÉJARSTIL, Arkaden aus Backstein, Artesonado-Decken |       |       |

### Provinz Cáceres
| Ort                      | Name/Patrozinium | Anmerkungen | Fotos | Fotos |
| ------------------------ | ---------------- | --- | ----- | ----- |
| Garrovillas de Alconétar | San Pedro (CC)   | 15. Jh., gotisch, dreischiffig; Öffnungen an den Hochschiffswänden über den Seitenschiffsdächern lassen anscheinend kein Licht ein |       |       |

## Andalusien
– Siehe auch Hallenkirchen in Andalusien (94) –
Anzahl: 20, davon 1 auch als Staffelhalle anzusehen

### Provinz Cádiz
| Ort    | Name/Patrozinium      | Anmerkungen | Fotos | Fotos                          |
| ------ | --------------------- | --- | ----- | ------------------------------ |
| Cádiz  | Santiago Apóstol (CC) | 1553 bis 17. Jh., Kuppel 18. Jh. Langhaus zwei Joche lang, hohes Tonnengewölbe über dem Mittelschiff, flach gedeckte Seitenschiffe mit Emporen |       |                                |
| Tarifa | Santa Maria (CC)      | nach der christl. Rückeroberung Tarifas (1292) im 14. Jh. Umbau aus der neben der Burg stehenden Moschee, von der vier Säulen wiederverwendet sind; Spitzbogenarkaden aus Backstein mit etwas Hochschiffswand, heute verputzt, offenliegendes Dachwerk |       | Innenfotos, virtuelle Begehung |

### Provinz Córdoba
| Ort     | Name/Patrozinium                   | Anmerkungen                                                                                                  | Fotos | Fotos                |
| ------- | ---------------------------------- | --- | ----- | -------------------- |
| Luque   | Nuestra Señora de la Asunción (CC) | 1587–1598 (Turm 1631–1633), schlanke Spitzbogenarkaden, aber Dachneigung über 30° Grenzfall zur Staffelhalle |       | Aretehistoria: innen |
| Montoro | N. Señora del Carmen               | 18. Jh., Barock, Schiff mit niedrigen Seitenschiffen und fensterlosen Hochschiffswänden                      |       |                      |

### Provinz Huelva
| Ort                | Name/Patrozinium     | Anmerkungen | Fotos | Fotos |
| ------------------ | -------------------- | --- | ----- | ----- |
| Escacena del Campo | Divino Salvador (CC) | 16. Jh.dreischiffige Pseudobasilika, tonnengewölbtes Mittelschiff, Seitenschiffe mit Pultdecken; daran niedrige Südvorhalle |       |       |

### Provinz Málaga
Anzahl: 4
| Ort            | Name/Patrozinium              | Anmerkungen | Fotos | Fotos |
| -------------- | ----------------------------- | --- | ----- | ----- |
| Almogía        | Nuestra Señora de la Asunción | dreischiffig, Rundbogenarkaden, offen bis zur Dachschräge, die über Mittelschiff steiler als über Seitenschiffen |       |       |
| Antequera      | Santa Maria la Mayor (CC)     | RENAISSANCE, dreischiffig, offen zu den 40° geneigten Dachschrägen                                               |       |       |
| Antequera      | San Sebastián (CC)            | RENAISSANCE |       |       |
| Cañete la Real | San Sebastian (CC)            | RENAISSANCE |       |       |

### Provinz Sevilla
Anzahl: 11
| Ort     | Name/Patrozinium           | Anmerkungen | Fotos | Fotos |
| ------- | -------------------------- | --- | ----- | ----- |
| Carmona | San Blas (CC)              | 16. Jh., MUDÉJAR-RENAISSANCE, Mittelschiff Tonnengewölbe, Seitenschiffe Kreuzgratgewölbe |       |       |
| Carmona | San Felipe (CC)            | 15./16. Jh., MUDÉJARGOTIK, Dachneigung über 30°, Spitzbogenarkaden tragen Hochschiffswände mit blinden „Obergaden“, Mittelschiff Artesonado bis fast zum Dachfirst, Seitenschiffe mit Gewölben |       |       |
| Carmona | San Pedro (CC)             | Kern 15. Jh., Mudejargotik, 18. Jh. Umbau zum Barock, Langhaus mit Spitzbogenarkaden, Mittelschiff Tonnengewölbe, Seitenschiffe Kreuzgratgewölbe; Vierungskuppel                               |       |       |
| Carmona | Santiago (CC)              | 16. und 18. Jh., MUDÉJARGOTIK und BAROCK, Mittelschiff Tonnengewölbe, Seitenschiffe Kreuzgratgewölbe                                                                                           |       |       |
| Écija   | Iglesia de Santiago (CC)   | GÓTICO-MUDÉJAR |       |       |
| Sevilla | San Andres (CC)            | 14. Jh., GÓTICO-MUDÉJAR, Schiff Grenzfall zwischen Hallenkirche und Pseudobasilika; Chor mit einem einzigen hoch gelegenen Fenster                                                             |       |       |
| Sevilla | San Gil (CC)               | GÓTICO-MUDÉJAR, fensterlose Hochschiffswände, relativ steiles Mittelschiffsdach |       |       |
| Sevilla | San Marcos (CC)            | 14. Jh., MUDÉJARSTIL, fensterlose Hochschiffswand von geringer Höhe, relativ starke Dachneigungen, Arkaden mit Hufeisenbögen                                                                   |       |       |
| Sevilla | Santa María la Blanca (CC) | Grundstruktur 14. Jh. GÓTICO-MUDÉJAR, Gewölbe 17. Jh. BAROCK, Mittelschiff Tonnengewölbe, Seitenschiffe Kreuzgratgewölbe                                                                       |       |       |
| Sevilla | Santa Marina (CC)          | Grenzfall zwischen Pseudobasilika und echter Basilika: In den Hochschiffswänden Öffnungen mit minimalem Lichteinfall                                                                           |       |       |
| Sevilla | San Vicente (CC)           | ein gotisches und ein Renaissanceportal |       |       |

## Land Valencia
| Ort      | Name/Patrozinium      | Anmerkungen | Fotos | Fotos |
| -------- | --------------------- | --- | ----- | ----- |
| Valencia | Sant Antoni Abat (CC) | gotischer Kern 1756–1768 klassizistisch überformt, 1787 bisher tragender Orden von Papst Pius VI verboten, danach in wechselnden Händen, heute Pfarrkirche |       |       |

## Katalonien
– Siehe auch Hallenkirchen in Katalonien (18) –

### Provinz Lleida
| Ort                           | Name/Patrozinium                      | Anmerkungen                                  | Fotos | Fotos |
| ----------------------------- | ------------------------------------- | -------------------------------------------- | ----- | ----- |
| Castell de Mur, Pallars Jussà | Klosterkirche Santa Maria de Mur (CC) | 1057–1069                                    |       |       |
| Verdú, Comarca Urgell         | Santa Maria (CC)                      | 13. und 17. Jh., Romanik, Gotik, Renaissance |       |       |

## Städte an der afrikanischen Küste
| Ort     | Name/Patrozinium                                               | Anmerkungen         | Fotos | Fotos                |
| ------- | -------------------------------------------------------------- | ------------------- | ----- | -------------------- |
| Ceuta   | Nuestra Señora de los Remedios (CC)                            | KLASSIZISTISCH      |       | Innenfoto bei Flickr |
| Melilla | Capilla Castrense (Burgkapelle) de la Purisima Concepción (CC) | 20. Jh., NEUGOTISCH |       |                      |

## Kanarische Inseln
– Siehe auch Hallenkirchen auf den Kanarischen Inseln (55) –
Von den 4 Pseudobasiliken ist 1 auch als Staffelhalle anzusehen.
| Ort                    | Name/Patrozinium                         | Anmerkungen | Fotos | Fotos                                      |
| ---------------------- | ---------------------------------------- | --- | ----- | ------------------------------------------ |
| Artenara, Gran Canaria | San Matias (CC)                          | Seitenschiffe unter Flachdächern, außen sichtbare fensterlose Hochschiffswände                                                                                     |       |                                            |
| Las Palmas             | Santo Domingo de Guzman (CC)             | dreischiffig mit schmalen Seitenschiffen,br />hölzerne Segmenttonnen, nach den geringen Höhenunterschieden Stufenhalle, mangels Höhenüberschneidung Pseudobasilika |       | Innenfoto siehe                            |
| Moya, Gran Canaria     | Nuestra Señora de la Candelaria          | Mitte 20. Jh. anstelle einer kleinen Kirche aus dem 15. Jh.; Seitenschiffe unter Flachdächern, außen sichtbare fensterlose Hochschiffswände, Kreuzkirche           |       |                                            |
| Tías, Lanzarote        | Parroquia (Pfarrkirche) San Antonio (CC) | 1972, nach der Außengestalt wahrscheinlich Pseudobasilika; nicht die gleichnamige Ermita                                                                           |       | G. Streetview: Seitenansicht, Presbyterium |

## Belege
1. ↑  Valle del Tiétar – Munumentos: 6. Bild: Candedela, innen
2. ↑  Google Streetview: Casavieja
3. ↑  El Románico burebano, domingo, 24 de abril de 2011: Iglesia de San Vicente (2ª parte: interior)
4. ↑  Fresno el Viejo: Iglesia de San Juan Bautista
5. ↑  Provincia de Valladolid: Fresno el Viejo – Iglesia de San Juan Bautista
6. ↑  Google Streetview: Arenas de San Juan – Santa María de las Angustias von Norden
7. ↑  Guía Repsol: Iglesia de Nuestra Señora de la Soledad, Puertollano (Ciudad Real)
8. ↑  Ayuntamiento de Guadalajara: Concatedral de Santa María
9. ↑  Buenaventura (Toledo)
10. ↑  Ayuntamiento de El Carpio del Tajo: Monumentos
11. ↑  Blogspot: El Carpio de Tajo, San Miguel Arcàngel, Mudéjar S XV, nave principal
12. ↑  Ayuntamiento de Cebolla: Iglesia Parroquial de San Cipriano
Turismo Castilla-La Mancha: Iglesia Parroquial de San Cipriano en Cebolla
13. ↑  Ver pueblos: Innenfoto Navalucillos
14. ↑  Iglesia de San Juan Bautista de Ocaña, auf cultura.castillalamancha.es
15. ↑  Turismo accessible: Iglesia de san Bautista (Ocaña)
16. ↑  alkonetara: Las iglesias y las ermitas
17. ↑  Academia: Investigación arqueológica en la iglesia de Santa María (Tarifa) (PDF zum Download)
18. ↑  De Tarifa: Iglesia de Santa María en Tarifa
19. ↑  Guía de Cádiz: Tarifa – Iglesia de Santa María
20. ↑  Córdobapedia: La iglesia de Nuestra Señora de la Asunción de Luque
21. ↑  Artehistoria: Iglesia de la Asunción (Luque, Córdoba). Interior
22. ↑  Turismo Montoro: Parroquía del Carmen – Schiff mit niedrigen Seitenschiffen und fensterlosen Hochschiffswänden
23. ↑  Huelvapedia: Iglesia de El Divino Salvador (Escacena del Campo)
24. ↑  http://fotos.diariosur.es/200911/almogia-beni-144.jpg
25. ↑  Lugares que ver in Antequera → 5. Colegiata de Santa María la Mayor
26. ↑  Sevillapedía: Iglesia de San Blas (Carmona)
27. ↑  Turismo Carmona: Iglesia de San Bartolomé
Sevillapedía: Iglesia de San Felipe (Carmona)
28. ↑  Pepe Becerra: Leyendas de Sevilla: Carmona. Iglesia de San Pedro, -II. Nave de la Epístola. In: Leyendas de Sevilla. 24. Januar 2014, abgerufen am 11. August 2022.
Sevillapedía: Iglesia de San Pedro (Carmona)
29. ↑  Turismo Carmona: Iglesia de Santiago
30. ↑  Sevillapedía: Iglesia de San Andrés (Sevilla)
31. ↑  Sevilla – San Marcos – Innenfoto mit Decken
32. ↑  Visitar Sevilla: Santa María la Blanca
33. ↑  Ajuntament de València: Església Parroquial de Sant Antoni Abad
34. ↑  Flickr: Ceuta – Nuestra Señora de los Remedios
35. ↑  Europa Press: La iglesia de Santo Domingo de Las Palmas de Gran Canaria acoge este miércoles el recital ‘Cantada Espiritual’. 20. März 2013, abgerufen am 5. August 2022.
36. ↑  Inventario de Campanas: Parroquia de Nuestra Señora de La Candelaria – Moya (Canarias)
37. ↑  Blogspot: Arquitectura eclesiastica de Lanzarote
38. ↑  Google Streetview: Seitenansicht der Parroquia de San Antonio in Tias
39. ↑  Google Streetview: Presbyterium der Parroquia de San Antonio in Tias